# انریکو گیلاردی
انریکو گیلاردی (انگلیسی: Enrico Gilardi؛ زادهٔ january ۲۰, ۱۹۵۷ (۶۸ سال)) بازیکن بسکتبال اهل ایتالیا است.
از باشگاه‌هایی که در آن بازی کرده‌است می‌توان به ویرتوس رم اشاره کرد.
وی در مسابقات کشوری و بین‌المللی در مجموع برندهٔ ۱ مدال طلا، ۱ مدال نقره، ۱ مدال برنز شده‌است.